# Phật giáo Phương Tây
Theo một số tài liệu nghiên cứu gần đây thì giữa Thế giới Phật giáo và nền văn minh Phương Tây đã có những cuộc gặp gỡ cách hàng ngàn năm. Thế nhưng chỉ sau khi các cuộc xâm lược các quốc gia châu Á hoàn tất vào thế kỉ thứ 19 thì những khái niệm mang tính học thuật hơn của Phật giáo mới chính thức phổ biến ở người Phương Tây.

## Trong Lịch sử Cổ đại

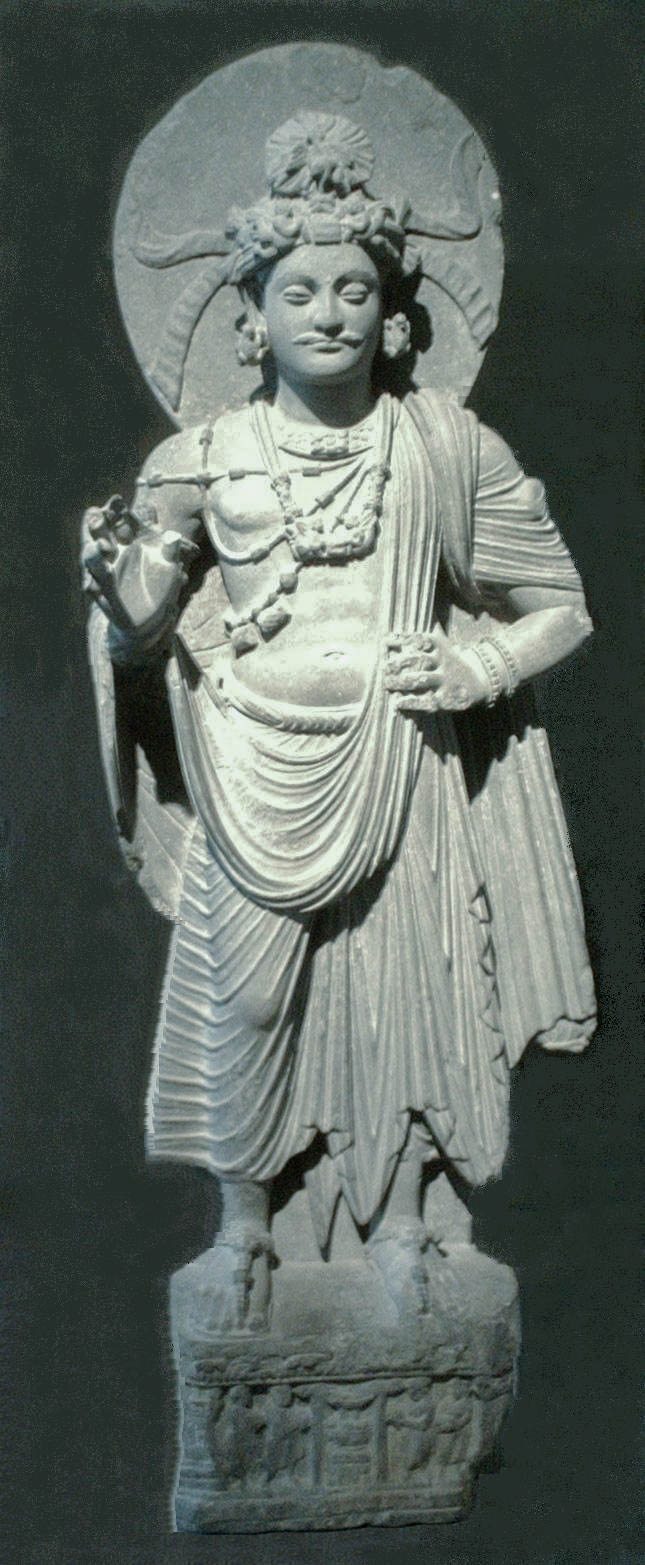
Tôn tượng ngài Bồ tát Di Lặc thế kỷ thứ 1-2 sau Công nguyên tại Trung Á

### Thời Hy Lạp Cổ đại
Sự tiếp xúc giữa nền văn hóa châu Âu với thế giới Phật giáo đã diễn ra vào thời kì Cổ đại mà có lẽ là năm 334 trước Công nguyên, khi Alexander Đại đế thực hiện những cuộc chinh phạt của mình vào miền Trung Á. Đây chính là bàn đạp cho sự pha trộn văn hóa giữa Vương quốc Seleukos với nền văn minh Hy Lạp cổ đại, kết hợp với Phật giáo, hình thành nên hình thái Phật giáo Hy Lạp.
Mặt khác, nhà lãnh đạo của Đế quốc Maurya – Hoàng đế Asoka (273–232 trước Công nguyên) sau khi chứng kiến cảnh máu đổ kinh hoàng vùng Kalinga (Orissa ngày nay) tại miền đông Ấn Độ trong Cuộc chiến Kalinga do chính ông phát động đã cải sang đạo Phật, thành tâm sám hối những lỗi lầm của mình cũng như tuyên bố sẽ chấm dứt những cuộc chinh phạt sau này. Điều đáng nói là ông là một trong những người có công lớn nhất trong việc phát triển và truyền bá Phật giáo ra bên trong thậm chí ra ngoài phạm vi Ấn Độ với hàng ngàn tháp Phật và trụ đá còn sót lại đến ngày hôm nay.
Một trong những ví dụ điển hình nhất có lẽ là Bảo tháp Sanchi ở Ấn Độ. Ngôi bảo tháp này đã được xây dựng vào thế kỉ thứ 3 trước công nguyên và được mở rộng không lâu sau đó. Nó được xem là một trong những công trình kiến trúc hoàn hảo nhất của Nền hội họa Phật giáo tại Ấn Độ cổ đại. Ngoài ra, vua Asoka còn cho xây dựng đường sá, bệnh viện, đại học Phật giáo cùng hệ thống tưới tiêu trên khắp đất nước. Ông đã sống chuẩn mực trong tinh thần đạo Phật – đối xử bình đẳng với tất cả mọi người, không phân biệt tôn giáo, thể chế chính trị và đẳng cấp xã hội.

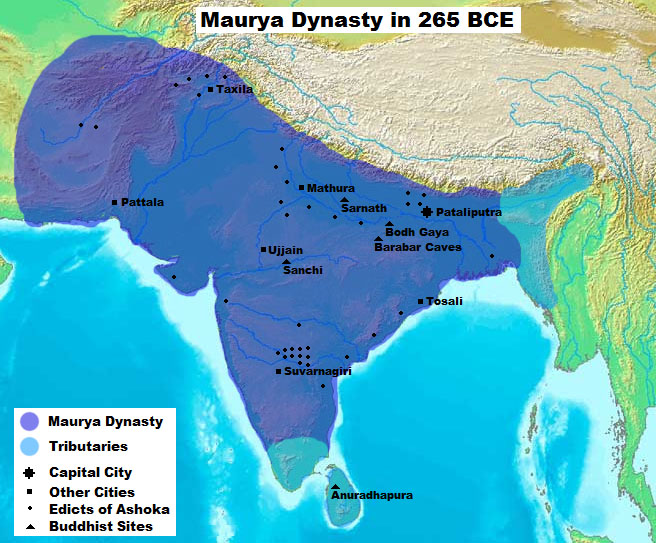
Đế quốc Maurya dưới thời Vua Asoka

Đây cũng là thời kỳ đánh dấu bước phát triển của Phật giáo ra ngoài phạm vị Ấn Độ. Theo các chỉ dụ còn lưu lại trên các trụ đá của vua Asoka, các nhà truyền giáo được phái đến hàng chục tiểu vương quốc khác nhau từ Sri Lanka cho đến Đế quốc Hy Lạp, và Vương quốc Hy Lạp-Bactria cũng không phải là ngoại lệ, thậm chí còn xa hơn khi đến vùng Địa trung Hải.
Trong thời kỳ Thiên chúa giáo thịnh hành, tư tưởng Phật giáo đã dần xâm nhập vào Châu Âu thông qua Trung Đông. Câu chuyện của hai vị thánh - Barlaam và Josaphat đã được "Công giáo hóa" từ chính câu chuyên thật của Cuộc đời của Đức Phật, được dịch ra từ tiếng Ấn sang Tiếng Ba Tư rồi sang Tiếng Ả - rập để cuối cùng chuyển ngữ thành Tiếng Hy Lạp, và ngôn ngữ tôn giáo lại dần dần sai biệt hẳn so với bản gốc trong việc phiên dịch. Mặt khác, cuộc gặp gỡ được ghi chép đầu tiên giữa Phương Tây và Phật giáo là vào năm 1253 khi vua nước Pháp cử William of Rubruck làm Sứ giả cho triều đình Mông-Nguyên. Sau đó ít lâu, vào thế kỷ thứ 17, những người Phật tử Mông Cổ theo truyền thống Phật giáo Tạng truyền đã thành lập nên Kalmykia, quốc gia Phật giáo duy nhất tại châu Âu, ngay tại miền cực Đông của châu lục này.

### Phật giáo và các vương quốc Hy Lạp cổ đại

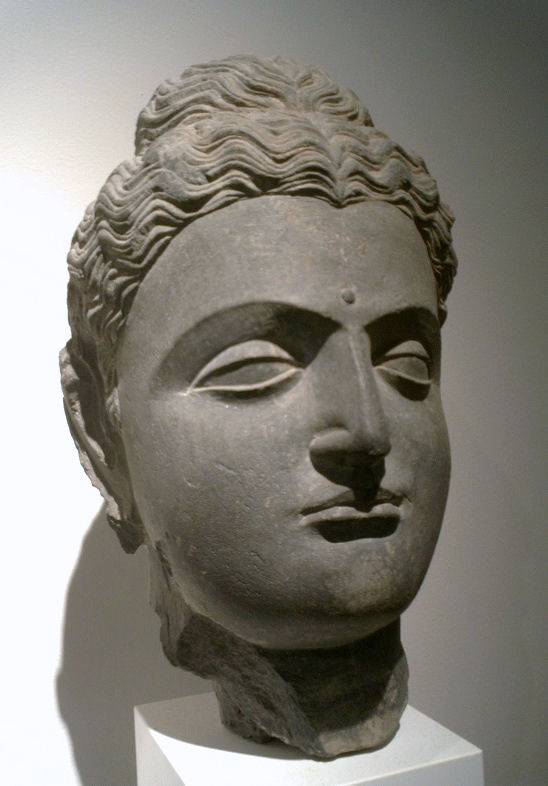
Tôn tượng đầu Đức Phật Thích Ca tại Afghanistan, mang rõ dáng dấp các bức tượng Hy Lạp và La Mã cổ đại

Nền văn minh Hy Lạp cổ đại, khi đã có sức ảnh hưởng lan tỏa, theo sau là Vương quốc Seleukos cùng với sự ra đời của Vương quốc Hy Lạp-Bactria và Vương quốc Ấn-Hy Lạp, hòa quyện với Phật giáo theo phong cách Phật giáo thời kỳ Hy Lạp hóa, đã tạo ra một loại hình Nghệ thuật mới- Nghệ thuật Hy Lạp Cổ đại-Phật giáo.
Đây chính là một sự kết hợp văn hóa độc đáo giữa Hy Lạp cổ Đại với văn hóa đạo Phật, được phát triển rực rỡ đến tận 8 thế kỷ tại Trung Á từ thế kỷ thứ 4 trước Công nguyên đến thế kỷ thứ 5 sau Công nguyên.

### Phật giáo và Đế quốc La Mã cổ đại

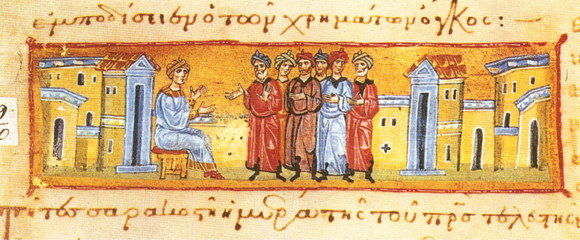
Barlaam và Josaphat, hai vị "Thánh Công giáo" đến từ Ấn Độ lại là chế bản của câu chuyện từ cuộc đời thật của Đức Phật

Những cuộc gặp gỡ đầu tiên giữa người La Mã với Phật giáo đã được ghi chép bởi các học giả kinh điển cũng như các giáo sĩ Thiên chúa. Lịch sử La Mã đã thuật lại và miêu tả rất chi tiết về đoàn sứ giả tên Porus do Quốc Vương Ấn Độ Pandion (có thể là Pandya?) cử đến, để gặp mặt Augustus năm 13 Sau Công nguyên. Đoàn sứ giả này được gửi đến với một bức thư ngoại giao, được viết bằng Tiếng Hy Lạp cổ đại, và trong phái đoàn này có một giáo sĩ Ấn Độ (sramana) đã tự thiêu tại Athens để thể hiện đức tin của mình. Sự kiện này đã làm xôn xao cộng đồng La Mã bấy giờ, thậm chí người ta ví nó như một Nicolaus của Damascus. Ngôi mộ dành cho ông vẫn còn tồn tại đến tận thời của Plutarchus, nó đã được khắc lên dòng chữ, "ΖΑΡΜΑΝΟΧΗΓΑΣ ΙΝΔΟΣ ΑΠΟ ΒΑΡΓΟΣΗΣ" ("Vị sramana (tạm dịch là giáo sĩ) đến từ Barygaza, Ấn Độ").
Điều này ít nhất cũng khẳng định đã từng có một vị giáo sĩ Ấn Độ (sramana) đến vùng Địa Trung Hải. Thế nhưng cho đến hôm nay, vẫn có nhiều giả thiết khác nhau về tôn giáo của vị giáo sĩ này, bởi lẽ từ "sramana" không chỉ dành riêng cho các tu sĩ đạo Phật mà có ý nói đến các tôn giáo khác như đạo Jain, đạo Ājīvika.

## Thế kỉ 19

Chân dung của Arthur Schopenhauer - một trong những người có công đầu trong việc truyển bá Phật học ở Phương Tây

Vào thế kỉ thứ 19, đạo Phật cũng như các tôn giáo và Triết học phương Đông lại trở thành đề tài được quan tâm trong giới học thức Tây phương.

### Sự quan tâm từ giới triết học
Một trong số này phải kể đến nhà triết học người Đức Schopenhauer, người đã nghiên cứu sách Phật học và những tôn giáo khác tại châu Á để đưa ra học thuyết của mình. Ngoài ra, một nhà triết học Mỹ khác là Henry David Thoreau cũng đã dịch một bản kinh Phật từ Tiếng Pháp sang Tiếng Anh.
Năm 1895, một nhà khoa học Tây phương khác - Friedrich Nietzsche đã cho xuất bản cuốn sáchThe Anti-Christ, đã tán dương đạo Phật rằng "nó thực tiễn gấp hàng trăm lần so với giáo lý đạo Thiên chúa". Thậm chí Robert Morrison-một nhà truyền giáo Phương Tây đến Trung Hoa đại lục từng nói: "... giữa chúng có một sự cộng hưởng sâu sắc ..." và "... Chúng nhắm đến sức mạnh nội tại của con người tại một vũ trụ không có thượng đế, cũng như không tìm cầu đến những sinh vật hay quyền năng bên ngoài cho những giải pháp riêng về vấn đề sinh tử ...".

### Sự quan tâm từ công chúng
Vào nửa cuối thế kỉ thứ 19, đạo Phật đã thực sự trở thành tâm điểm ở phạm vi rộng hơn, không chỉ trong giới học thuật mà còn trong mọi tầng lớp trong xã hội, điển hình là trong các bài viết của Lafcadio Hearn.
Và vào thời điểm này cũng là lúc mà những người Phương Tây đầu tiên cải sang đạo Phật, đáng nói nhất là hai nhân vật Henry Steel Olcott và Helena Blavatsky vào năm 1880. Những cuộc cải đạo sang Phật giáo diễn ra từ những người công nhân nhập cư như U Dhammaloka vào năm 1884 cho đến tỳ kheo từng là người nổi tiếng như Asoka (H. Gordon Douglas), Ananda Metteyya và Nyanatiloka vào những năm cuối thế kỷ này.

## Thế kỷ 20

### Luồng Phật tử châu Á nhập cư

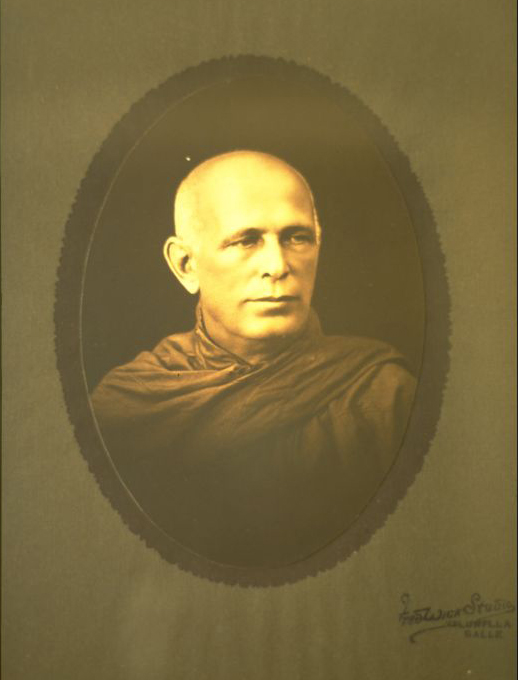
Chân dung của Nyanatiloka Maha Thera - một trong những tỳ kheo đầu tiên ở Phương Tây

Những nhà sư nhập cư sang Hoa Kỳ không những giảng đạo cho những người gốc Á mà còn truyền bá tôn giáo của mình cho những người phương Tây. Những người Phật tử đầu tiên đến Tây phương không ai khác chính là những người công nhân giá rẻ Trung Hoa trong việc xây dựng đường sắt và mở rộng công nghiệp, họ đã thành lập những ngôi đền, chùa ngay tại nơi họ định cư dọc theo những đường ray tàu hỏa. Cũng vào khoảng thời gian này, những đồn điền và nông trại tại Hawaii và trung tâm California đã bắt đầu xuất hiện những người Nhật nhập cư. Vào năm 1899, họ thành lập Hiệp hội Truyền giáo ngay tại Bắc Mỹ. Sau đó, nó được đổi tên thành Buddhist Churches of America.
Vào năm 1893, Soyen Shaku – một trong 4 vị Thiền sư cùng hai người Phật tử tại gia, đã giới thiệu dòng thiền Lâm Tế, Tịnh độ chân tông, Nhật liên tông, cùng khác tông phái khác của Phật giáo, tạo ra những đại biểu ưu tú của Nhật Bản để dự Đại hội Tôn giáo tại Chicago vào năm 1893.
Năm 1897, thiền sư D.T. Suzuki đến thăm Hoa Kỳ để cùng làm việc và nghiên cứu với giáo sư triết học Paul Carus. Ông cũng là người quan trọng nhất trong việc truyền bá Thiền tông đến Phương Tây. Những công trình của Suzuki đã góp phần không nhỏ trong việc hình thành nên Chủ nghĩa Phật giáo hiện đại, một dạng thuyết hổ lốn của đạo Phật,giúp hòa quyện giữa bản sắc Phật giáo Á Đông với Thuyết Tiên nghiệm phương Tây 

### Trước Chiến tranh thế giới
Bản dịch Tiếng Anh đầu tiên của quyển sách Tibetan Book of the Dead, được dịch sang Tiếng Việt là Tử thư (Tây Tạng), ấn hành vào năm 1927 và được tái bản năm 1935 kèm với lời nhận xét của C. G. Jung - bác sĩ tâm thần, nhà tâm lý học Thụy Sĩ cũng như là nhà tâm lý học hiện đại đầu tiên cho rằng: "Tinh thần của con người là nền tảng của mọi tôn giáo’’ đã thu hút nhiều người Phương Tây đến với Phật giáo Tạng truyền.
Tuy nhiên, trên thực tế, vào những năm đầu khi ngành nghiên cứu Phật học ở Tây phương ra đời đã vấp phải không ít khó khăn mà cụ thể là những bản dịch kinh Phật nghèo nàn về ngôn từ cũng như chiều sâu (do không phải là bản dịch từ cuốn kinh gốc mà được dịch lần lượt qua nhiều ngôn ngữ), nhưng điều này đã sớm được giải quyết khi các học giả phương Tây, đáng nói nhất là Max Müller bắt đầu học ngôn ngữ châu Á và dịch kinh Phật từ những bản gốc. Cũng vào thời gian này, cuốn tiểu thuyết Siddhartha, được dịch ra tiếng Việt là Câu chuyện dòng sông được viết bởi một nhà văn người Đức tên Hermann Hesse xuất bản như một món quà thể hiện niềm tin yêu của ông đối với các tôn giáo phương Đông

### Trong những năm 1950
Vào những năm 50 của thế kỷ, Jack Kerouac - một nhà văn người Mỹ thuộc trường phái Beat Generation đã trở nên nổi tiếng với tiểu thuyết The Dharma Bums (tạm dịch là "Sự bùng nổ của Chánh pháp") cùng nhiều tác phẩm khác. Một nhà triết học khác tên Alan Watts, cũng đã thành công khi cho xuất bản nhiều tác phẩm về Thiền và Đạo Phật. Vào cuối những năm 60 và đầu những năm 70 của thế khỉ trước, phong trào " nghiệm lại văn hóa’’ những người hippie đã mở ra một cuộc khám phá lại những giá trị của đạo Phật, điều mà họ tin rằng đang hứa hẹn sẽ vạch ra những con đường đi đến hạnh phúc thực tiễn và rốt ráo hơn đạo Thiên Chúa, cũng như một lối thoát cho hiện tượng thoái trào về đức tin tâm linh và cuộc sống bộn bề Phương Tây.

### Sự xuất hiện của Xu hướng Phật giáo Phương Tây

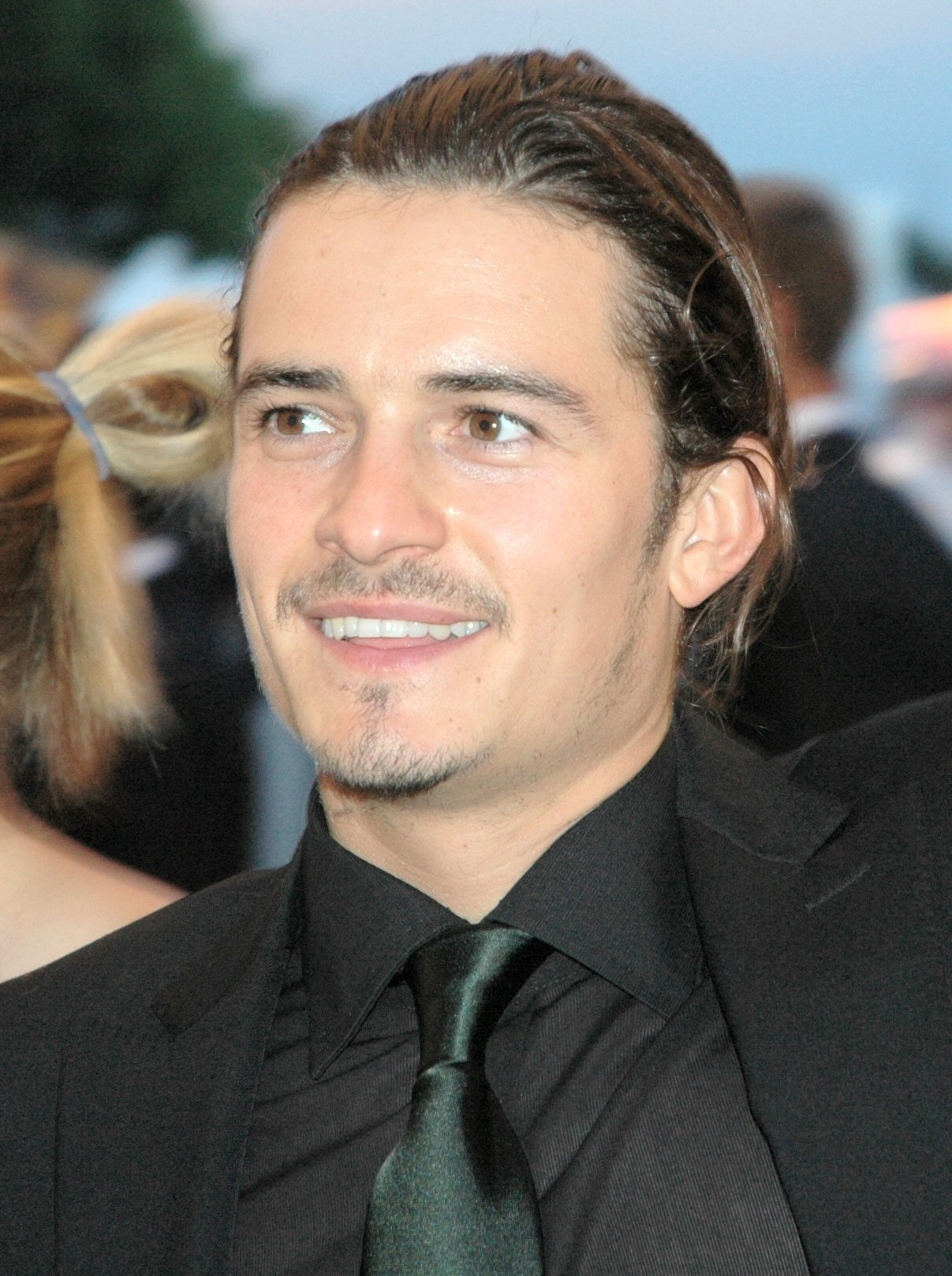
Orlando Bloom - một trong những diễn viên nổi tiếng của Mỹ trong loạt phim "Cướp biển vùng Caribbean" và "Chúa tể của những chiếc nhẫn, là thành viên của Tổ chức Phật giáo Sōka Gakkai

Sau Thế chiến thứ 2, tại những nước Tây Phương lại xuất hiện một phong trào Phật giáo mới.
Vào năm 1959, một vị thiền sư Nhật Bản tên Shunryu Suzuki, đến San Francisco với tư cách là một giảng sư về đạo Phật cho những có có hứng thú trong lúc Thiền đang trở thành một đề tài nóng bỏng giữa các nhóm người có sự tò mò về triết lý Phương đông tại Hoa Kỳ.
Vào năm 1965, Philip Kapleau-vị thiền sư đầu tiên của Hoa Kỳ đến Rochester, New York để tạo dựng nên Trung tâm thiền Rochester với cho phép của sư phụ mình - ngài Haku'un Yasutani. Vào thời gian này, một số người Mỹ đã được gửi đến Nhật Bản để theo học những vị Thiền sư danh tiếng. Đơn cử như Kapleau đã dành ra 13 năm (1952–1965) và hơn 20 kỳ tiếp tâm trước khi được phép trở về nhằm mở trung tâm Thiền riêng. Trong lúc đang còn học tại Nhật Bản, Kapleau đã viết tác phẩm đang còn thai ghén của mình - The Three Pillars of Zen", được dịch sang Tiếng Việt với tựa đề "Ba trụ Thiền"'.
Cũng trong năm này, những nhà sư đến từ Sri Lanka đã thành lập Hiệp hội những tu sĩ Phật giáo Washington tại Washington, D.C-, Hiệp hội tăng sĩ Nam Tông đầu tiên trên đất Mỹ, khá dễ dàng để tiếp cận đối với nhiều những người Mỹ nói Tiếng Anh song hành với một trong các hoạt động chính là phát triển phái thiền Vipassana. Thế nhưng, Phật giáo Nam tông chỉ khởi sắc khi những người Hoa Kỳ đầu tiên đến học Thiền Vipassana tại châu Á vào đầu những năm 70 của thế kỷ trước.
Trong những năm 1970, Phật giáo Tây Tạng lại giành được nhiều sự quan tâm hơn trong công chúng. Điều này cũng ít nhiều cũng bị tác động do quan điểm của 'shangri-la' về đất nước này cũng như giới truyền thong Phương Tây lại lien tục đưa tin về hiện trạng Tây Tạng bấy giờ. Cả bốn trường phái của Tây Tạng dần dần trở nên nổi tiếng. Những vị lạt - ma Tây Tạng như Karmapa (Rangjung Rigpe Dorje), Chögyam Trungpa Rinpoche, Geshe Wangyal, Geshe Lhundub Sopa, Dezhung Rinpoche, Sermey Khensur Lobsang Tharchin, Tarthang Tulku, Lama Yeshe và Thubten Zopa Rinpoche đều thành lập những trung tâm Phật học tại phương tây trong những năm 1970.
Nhưng có lẽ nhân vật được biết đến nhiều nhất chính là Đạt-lai Lat-ma thứ 14 - Tenzin Gyatso, khi ông có một cuộc viếng thăm đến Hoa Kỳ vào năm 1979 với tư cách là một nhà lãnh đạo lưu vong trên cả phương diện chính trị cũng như tâm linh của Tây Tạng. Cuộc đời thuở thiếu thời của ông được khá nhiều người Phương Tây quan tâm, thậm chí chúng còn dựng nên thành những bộ phim đặc sắc như Kundun hay Seven Years in Tibet (tạm dịch là "Bày năm ở Tây Tạng") với sự tham gia của ngôi sao Brad Pitt. Không những thế, Đạt-lai Lạt-ma còn là người dẫn dắt các tài tử nổi tiếng khác đến với đạo Phật như Richard Gere và Adam Yauch.
Thêm vào đó, trong thời gian cuộc Chiến tranh Triều Tiên và Chiến tranh Việt Nam, nhiều người Mỹ đã đến hai vùng đất này để chứng kiến những thảm họa về chiến tranh đã gây ra cũng như tìm hiểu về tình hình xã hội ở hai quốc gia này lúc bấy giờ. Trong số họ cũng đã có không ít người theo đạo Phật, thậm chí còn có người trở thành những tu sĩ Phật giáo ở cả hai phái Nam Tông và Bắc Tông, sau đó trở về để thành lập những trung tâm Thiền định nổi tiếng tại Mỹ. Một lý do khác khiến đạo Phật nở rộ ở trời Âu chính là những tác phẩm của Alan Watts, D. T. Suzuki và Philip Kapleau được ủng hộ bởi những nhà hoạt động xã hội và những người có sở thích tìm cầu luồng tư tưởng, văn hóa mới.

## Đạo Phật ngày nay ở Phương Tây

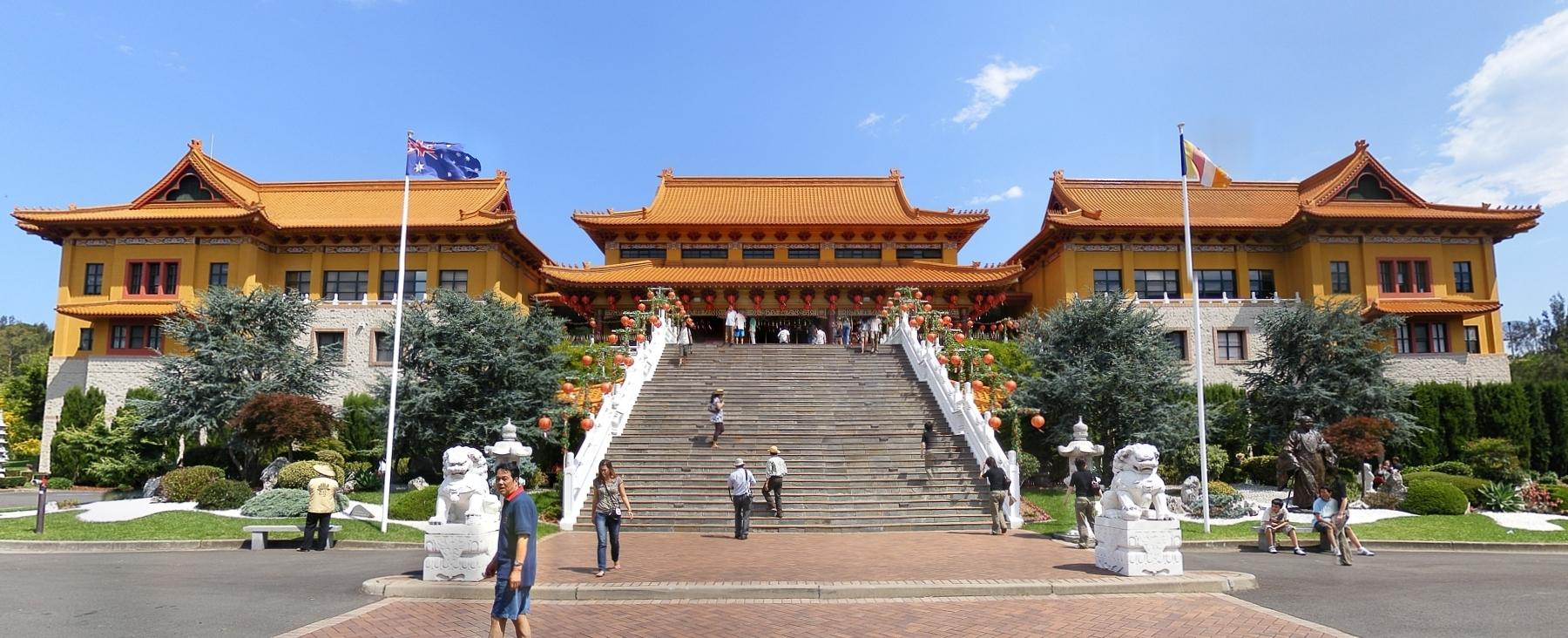
Chánh điện chùa Nan Tien (Nam Thiên Tự), Australia.

Ngày nay, số người theo đạo Phật ngày càng tăng ở các nước Tây phương, Mỹ, Phật giáo Australia, New Zealand và vùng phụ cận. Phật giáo trở thành tôn giáo phát triển nhanh nhất ở Australia và một số nước châu Âu.
Tuy nhiên lại có một sự sai biệt đáng kể giữa đạo Phật chính thống và đạo Phật được mang vào bằng những người nhập cư gốc Á, đó có thể là Phật giáo Đại thừa, tính ngưỡng pha tạp, và Phật giáo dành cho những người mới cải đạo, thường thấy ở phái Thiền, Tịnh độ, Vipassana hay Phật giáo Tây Tạng. Thậm chí trong số họ lại không theo một pháp môn riêng biệt nào, mà chấp nhận và thực hành tất cả, một điều hiếm gặp ở Phật giáo của các nước Phương Đông.

### Phật tử gốc Do Thái

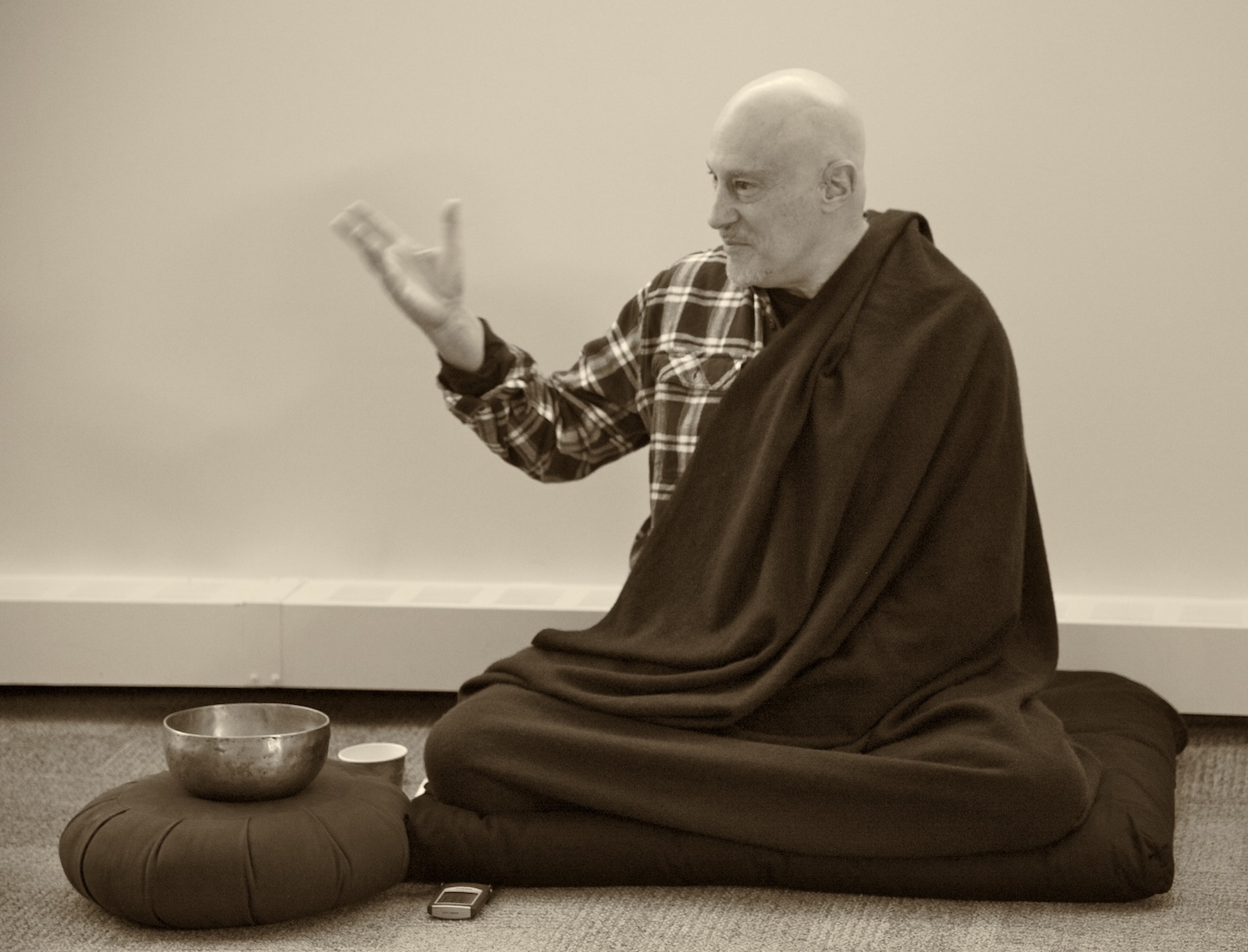
Shinzen Young một người Phật Tử người Do Thái giảng dạy triết lý Phật giáo tinh thần Nhà Phật cho các sinh viên Mỹ ở Viện Đại học Harvard năm 2012

Người Do Thái xuất hiện và có mặt rất nhiều trong thế giới Phật giáo Hoa Kỳ và người Do Thái là những tín đồ Phật giáo mà có cha mẹ không phải là Phật tử, và vô di sản Phật giáo, với khoảng một phần năm  và 30% của tất cả các tín đồ Phật tử ở Mỹ là người Do Thái  mặc dù chỉ có 2% người Mỹ là người Do Thái. Tên gọi Jubus, một số lượng người Phật Tử gốc Do Thái ngày càng tăng cao ở Mỹ và người Do Thái đã bắt đầu áp dụng tinh thần thực tiễn của Phật giáo. Những người Phật Tử Do Thái Hoa Kỳ nổi tiếng bao gồm: Robert Downey, Jr. Allen Ginsberg, Goldie Hawn và con gái Kate Hudson, Steven Seagal, Adam Yauch của nhóm nhạc rap The Beastie Boys, và Garry Shandling. Nhà sản xuất phim ảnh Anh em nhà Coen đã được ảnh hưởng bởi Phật giáo trong khoảng một thời gian.

### Phật giáo Tạng truyền
Khác với những pháp môn khác, Phật giáo Tạng truyền khi được đưa đến Phương Tây vẫn giữ nguyên cho mình những tín ngưỡng, học thuyết truyền thống. Họ đã thành lập một Tổ chức có tên gọi là "Tổ chức gìn giữ các giá trị truyền thống Đại thừa" (FPMT) với mong muốn làm cầu nối cho các trung tâm Phật giáo mang tính chất Tạng truyền. Được thành lập vào năm 1975 bởi vị lạt - ma Thubten Yeshe và ngài Thubten Zopa Rinpoche – những người có công không nhỏ trong việc giảng dạy giáo lý Tây Tạng cho những người Phương Tây, tổ chức FPMT đã phát triển mãnh mẽ để hướng đạo cho 142 trung tâm thuyết pháp tại 32 quốc gia. Cũng giống như những tổ chức Phật giáo Tây Tạng khác, FPMT không có những "thành viên" ứng cử trong mỗi kỳ, mà chỉ được lãnh đạo bởi nhóm lạt-ma có uy tín trong suốt một khoảng thời gain dài (trong tiếng Anh gọi là "head lama").
Một tổ chức khác có tên gọi là New Kadampa Tradition được khai sang năm 1991 bởi vị lạt-ma Geshe, Kelsang Gyatso – người đã có ba năm được tập huấn tại Tharpaland, Dumfried. Ngày nay, tổ chức này có hơn 1100 trung tâm tại 40 quốc gia song song với việc duy trì Dự án Tự viện Liên Hiệp quốc (the International Temples Project) với mong muốn xây dựng những Tu viện Phật giáo Kadampa tại khắp các thành phố lớn nhất Thế giới.

## Văn hóa cộng đồng

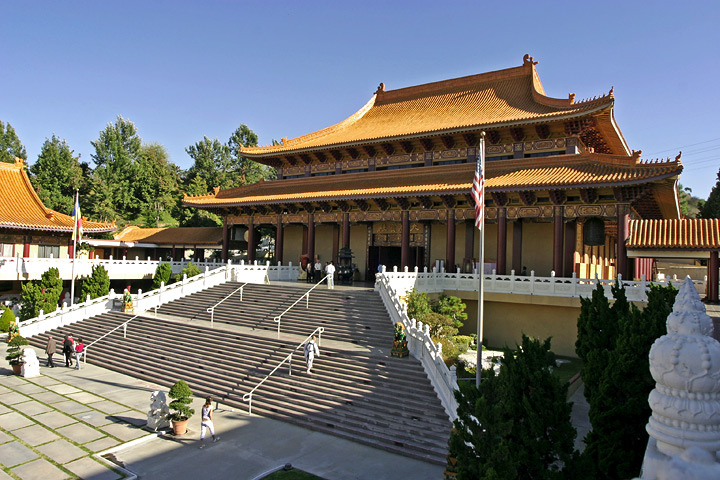
Chánh điện chùa Hsi Lai (Tây Lai tự), San Fransico., Hoa Kỳ

Hình ảnh Phật giáo đang được sử dụng nhiều hơn trong lĩnh vực giải trí và thương mại. Điều này vô tình lại là sự xúc phạm đối với cộng đồng Phật tử khi các quán bar ăn chơi trác táng lại để ảnh hay tôn tượng Đức Phật, hay hình ảnh đức Đạt-lai Lạt-ma lại được sử dụng trong chiến dịch tổ chức hàng ngũ lãnh đạo trong Công ty phần mềm máy tính Apple Inc.. Tương tự, hình ảnh các tự viện Tây Tạng lại được sử dụng trong các bảng quảng cáo của một số hang nước hoa. Một số bộ phim Hollywood như Kundun, Little Buddha (Vị Tiểu Phật) hay Seven Years in Tibet (Bảy năm ở Tây Tạng) đã gặt hái được thành công ngoài sức mong đợi.

## Hệ thống tự viện
Ngôi chùa lớn nhất Nam Bán Cầu là chùa Nam Thiên ("Nam Thiên tự"), tọa lạc tại Wollongong, Australia, trong khi ngôi chùa lớn nhất Bán cầu Tây là chùa Tây Lai ("Tây Lai Tự"), ở California, Mỹ đều được tổ chức Phật Quang Sơn, Đài Loan xây cất. Vào năm 2003 Pháp sư Hải Đào, mong muốn chùa Nam Thiên có thể gầy dựng một cộng đồng Phật tử bản địa trong vòng ba mươi năm tới.